# كيم يو جونغ
كيم يو جونغ (بالإنجليزية: Kim Yoo Jung)‏ هانجول: 김유정، هانجا: 金裕貞، ولدت في 22 سبتمبر 1999) كيم يو جونغ ممثلة من كوريا الجنوبية. بعد أن ترسمت في سنة 2003 أصبحت واحدة من أشهر الممثلات الشابات في كوريا مُنذ ذلك الحين، بعدها انتقلت إلى أدوار المراهقة من خلال التمثيل في دراما القمر الذي يحتضن الشمس (2012)، ملكة مايو (2012) والأم الغاضبة (2015). أصبحت مقدمة للبرنامج الموسيقي إنكيغايو من نوفمبر 2014 إلى أبريل 2016 وحصلت على أول دور بطولي كبالغة في الدراما التاريخية حب تحت ضوء القمر على قناة كي بي إس 2 سنة 2016.
وتلقب بأخت كوريا الصغرى وأيضا لقبت بجنية المسلسلات التاريخية بعد أن مثلت في العديد من المسلسلات التاريخية في حياتها المهنية.، في 2017 كيم يو جونغ احتلت المركز الثامن في قائمة فوربس الكورية للمشاهير الأكثر قوة في كوريا، بذلك تعتبر أصغر ممثلة تدخل القائمة من ضمن أعلى 10 مشاهير في عمر 17 سنة.

## حياتها وتعليمها
ولدت كيم في سيول، كوريا الجنوبية في 22 سبتمبر 1999 هي الأصغر بين أشقائها. شقيقتها الكبرى يون جونغ (ولدت عام 1996) رسمت كممثلة في سنة 2017.
التحقت كيم بمدرسة غويانغ الثانوية للفنون وتخرجت في يناير سنة 2018. كيم يوجونغ أجلت أخذ اختبار دخول الجامعة سنة 2017، بدل من ذلك قررت التركيز على حياتها المهنية.

## السيرة

### 2003-2011: البدايات كممثلة طفل
أول ظهور لكيم يو جونغ كان في عمر الرابعة وسرعان ما أصبحت أكثر ممثلة شابة طلبًا في كوريا. حيث عُندما أصبحت في الصف الخامس كيم يوجونغ ظهرت بالفعل في 13 دراما و 15 فيلم.

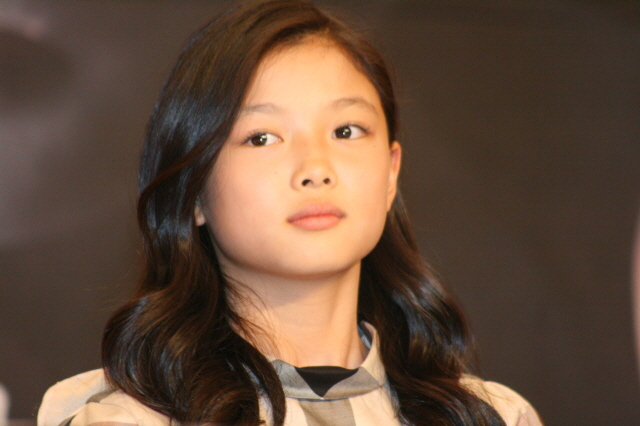
In July 2010

في 2008 حصلت على جائزة التمثيل الأولى لأفضل ممثلة شابة لدراما ايلجمي. واتبع ذلك عروض نالت استحسان المشاهدين في كل من Dong Yi 2010 وFlames of desire 2010.
Gurdge the revolt of gumiho الذي يعتبر أول دور رئيسي لكيم يوجونغ في 2010.

### 2012-2014: ارتفاع الشعبية
وقد زادت شهرتها في عام 2012 عندما لعب دور يون-وو في دراما القمر الذي يحتضن الشمس حيث إعادة الشمل مع زميلها السابق الممثل جانك هيون سونك في مسلسل كوميهو ولي جونغ جي في مسلسل ايلجمي. حيث تجاوز معدل مشاهدة الدراما ال40% حيث حصلت على مكانة (الدراما الوطنية). 
وتبع ذلك لعب دور في ملكة مايو سنة 2012 ودور مساند في فيلم الالتزام سنة 2013, و لعب دور بيك ون في دراما قوس قزح الذهبي سنة 2013.

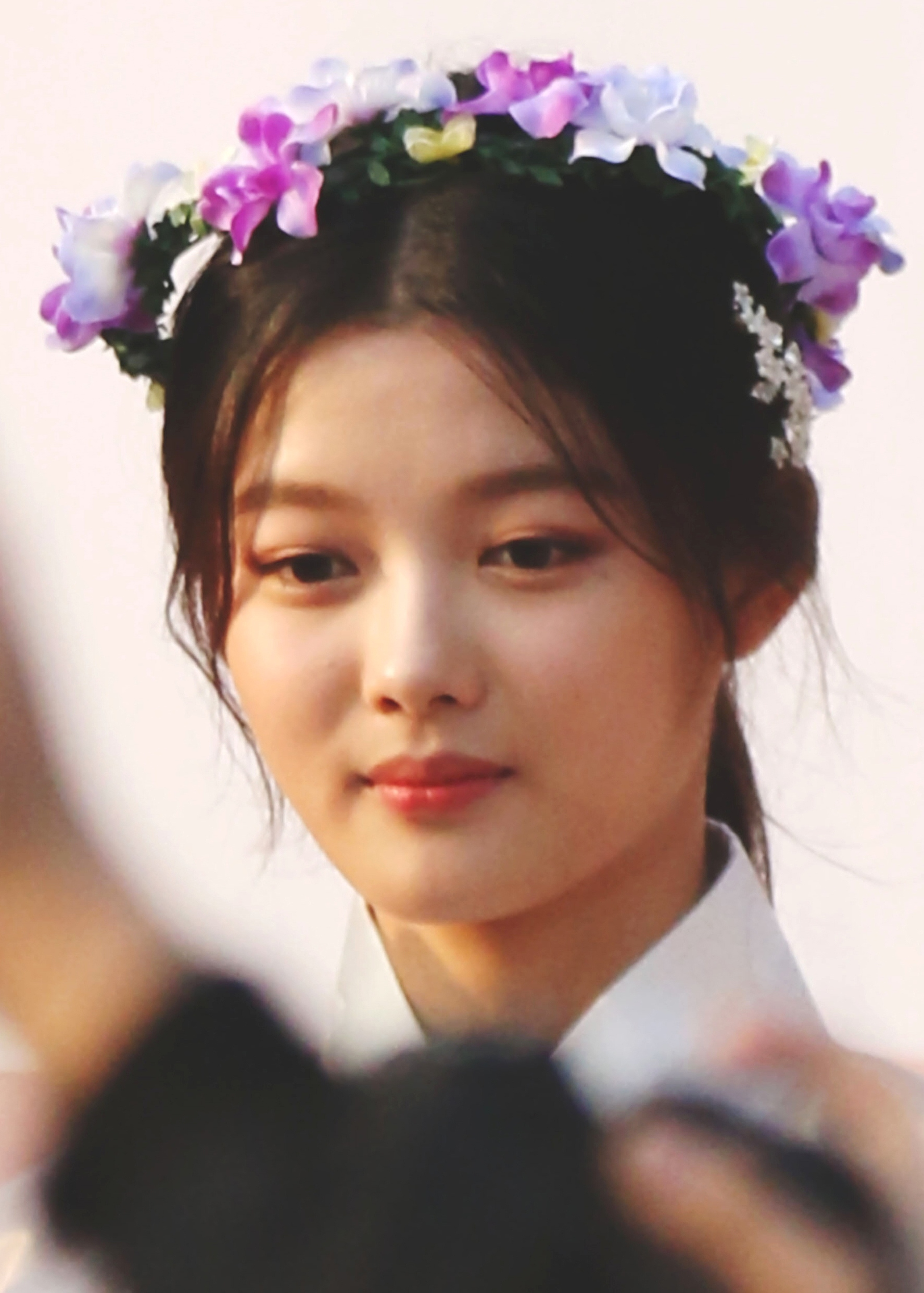
في حدث التوقيع للمعجبين لدراما حب تحت ضوء القمر في أكتوبر 2016

في 2014 يوجونغ أدت دور مراهقة متنمرة في فيلم الأكاذيب الأنيقة وتلقى إشادة من النقاد لدورها في الفيلم. ثم لعبت دور مغنية للجنازات التقليدية في الدراما الخاصة مغنية الترنيمة الجنائزية (The crying woman), وأيضاً لعبت دور في الفيلم الرعب الأمريكي القصير الغرفة 731 باللغة الإنجليزية الذي عرض في العديد من المهرجانات في جميع أنحاء العالم. و أعقب ذلك دور البطولة في الدراما التاريخية الباب السري. وكما بدأت يوجونغ بتقديم البرنامج الموسيقي انكيقايو في نوفمبر 2014 وتركت البرنامج في أبريل 2016.
في 2018 كيم يوجونغ هي بطلة الدراما الرومانسية الكوميدية Clean with Passion for Now.

### 2015 - الحاضر: الانتقال إلى أدوار البطولة
في سنة 2015 شاركت في دراما الأم الغاضبة التي تطرقت عن التنمر والعنف المدرسي. وفي العام نفسه كررت لعب دور القطة التي تتحول ال امرأة في دراما الويب خلايا الحب الموسم الثاني المقتبسة من الويب تون التي تحمل نفس العنوان، وعرض الموسم الأول سنة 2014 ولعبت دور ابنة قاتل في فيلم الاثارة دائرة التكفير.
في أغسطس 2016 تألقت يوجونغ في أول دور بطولة كبالغة بجانب بارك بوقوم في الدراما التاريخية الشبابية حب في ضوء القمر. وأصبحت ضربة على الصعيد المحلي والدولي وحقق أعلى معدل مشاهدة 23.3%. وبسبب شعبيتها أطلق عليها بمتلازمة ضوء القمر. فازت يوجونغ فازت بجائزة الامتياز كممثل لدراما متوسطة الطول في حفل جوائز كي بي إس الثلاثون للعب دور شخصيتين أحدهما مخصي هونغ سام نوم والأخرى فتاة هونغ را اون.
في 2017 مثلت دور البطولة بجانب الممثل تشا تاي هيون في الفيلم الرومانسي-الكوميدي لإني أحبك. وأيضاً كان لها أول لقاء معجبين في تايوان باعتبارها المحطة الأولى في ATT Show Box في 4 فبراير 2017.
في 2018 تم اختيار كيم للمشاركة في الدراما الرومانسية الكوميدية نظف بشغف الآن.
في 2019 كيم أنضمت إلى فيلم الاثارة والغموض «ليلة اليوم الثامن».
في 2020 أنضمت كيم إلى الدراما الرومانسية الكوميدية «متجر البقالة سايت بيول» إلى جانب الممثل جي تشانغ ووك، مستندة على ويبتون يحمل نفس الاسم.

## الحياة الشخصية
كيم يوجونغ لديها شقيقة كبرى كيم يون جونغ التي ستصنع ترسيمها كممثلة في دراما ويب.

## اعمالها

### الافلام

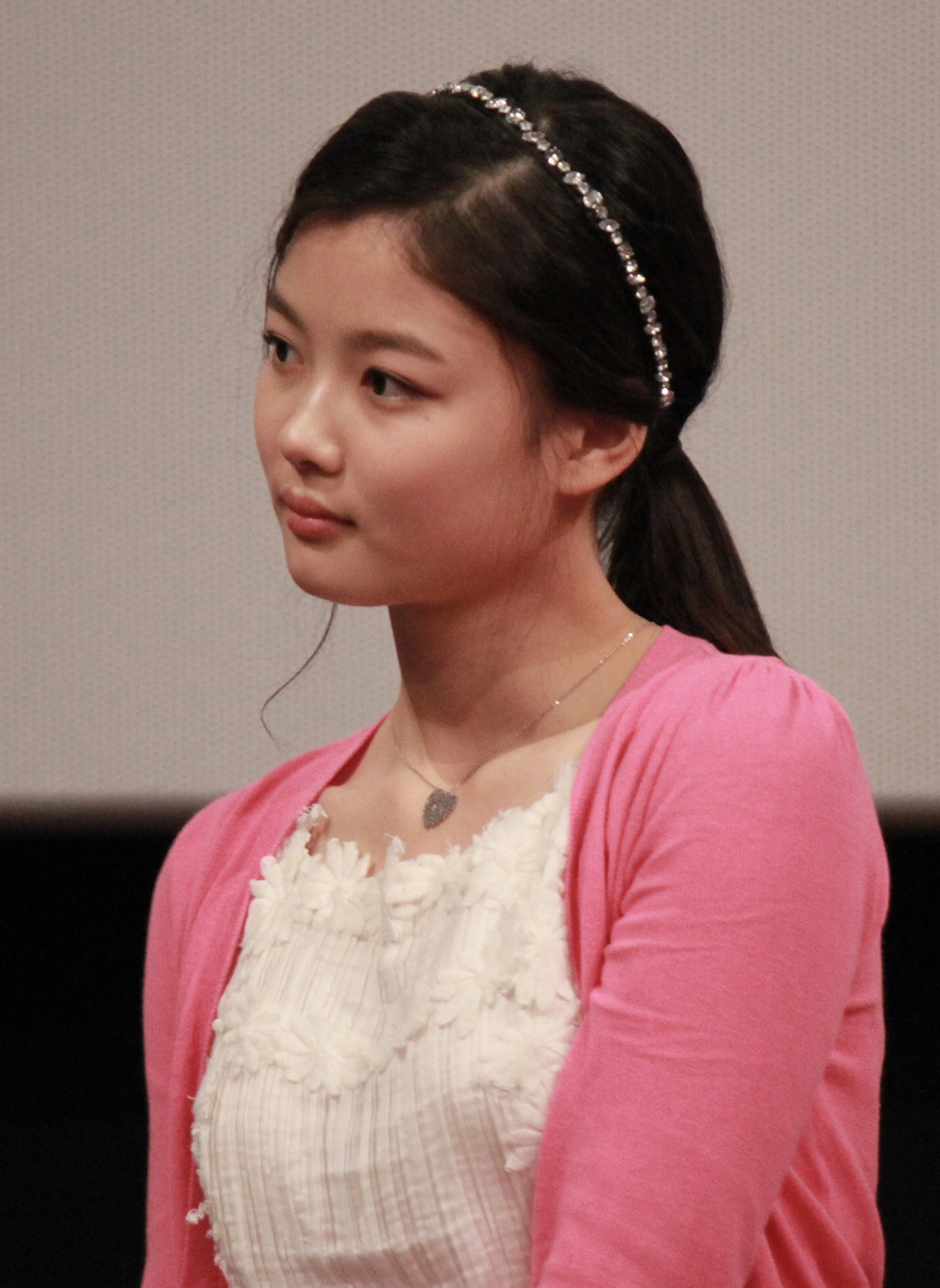
In March 2014

| سنة الاصدار | اسم الفلم                                    | الدور                                       | ملاحظات               |
| ----------- | -------------------------------------------- | ------------------------------------------- | --------------------- |
| 2004        | DMZ                                          | young Lee Soo-hyun                          |                       |
| 2005        | Lady Vengeance (سيدة الانتقام)               | Yoo Jae-kyung                               |                       |
| 2005        | All for love (كل ذلك من اجل الحب)            | Kim Jin-ah                                  |                       |
| 2006        | Forbidden Floor (الطابق المحظور)             | Yeo Joo-hee                                 |                       |
| 2006        | Lump Sugar (السكر المبلور)                   | young Kim Shi-eun                           |                       |
| 2007        | Hwang Jin Yi (هوانغ جين يي)                  | young Hwang Jini                            |                       |
| 2007        | Bank Attack (الهجوم على البنك)               | Yeon-hee                                    |                       |
| 2007        | Rainbow Eyes (عيون قوس قزح)                  | young Lee Yoon-seo / Lee Hae-seo's daughter |                       |
| 2008        | The Chaser (المطارد)                         | Yoo Eun-ji                                  |                       |
| 2008        | Unforgettable (لا ينسى)                      | Jang Young-mi                               |                       |
| 2009        | Tidal Wave (موجة عارمة)                      | جي مين                                      |                       |
| 2009        | Living Death (الموت الذي يعيشونه)            | جي اون                                      |                       |
| 2009        | Paradise (الجنة)                             | إم هوا ران                                  |                       |
| 2012        | The Nutcracker in 3D                         | ماري                                        | صوت فقط ، دبلجة كورية |
| 2013        | Commitment (التزام)                          | ري هاي إن                                   |                       |
| 2014        | Thread of Lies (أكاذيب أنيقة)                | هوا يون                                     |                       |
| 2014        | Room 731                                     | ويي                                         | فيلم قصير             |
| 2015        | Circle of Atonement (دائرة التكفير)          | لي جونغ هيون                                |                       |
| 2017        | Because I Love You (لاني أحبك)               | سكالي                                       |                       |
| 2018        | Golden Slumber (السلالة الذهبية)             | سو آه                                       | ظهور خاص              |
| 2021        | The Night of the 8th Day (ليلة اليوم الثامن) | اي ران                                      |                       |
| 2022        | فتاة القرن العشرين                           | نا بو را                                    |                       |

### المسلسلات التلفزيونية

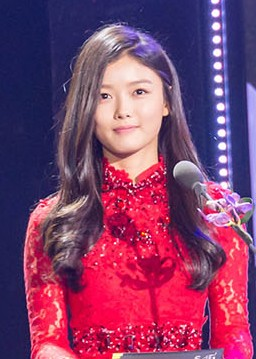
In December 2014

| سنة الاصدار | اسم الدراما                                              | الدور                                        | قناة العرض   |
| ----------- | -------------------------------------------------------- | -------------------------------------------- | ------------ |
| 2004        | Freezing Point                                           | تشوي اون يي                                  | إم بي سي     |
| 2006        | Thank You Life                                           | يو هيون جي                                   | كي بي إس 2   |
| 2006        | MBC Best Theater "A Teddy Bear's Smile"                  | مون آه يونغ                                  | إم بي سي     |
| 2006        | Princess Hours                                           | الشابة شين تشاي كيونغ                        | إم بي سي     |
| 2006        | My Beloved Sister                                        | بينك / تشوي جا يول                           | إم بي سي     |
| 2007        | Belle                                                    | جونغ دا جونغ                                 | كي بي إس 1   |
| 2007        | Evasive Inquiry Agency                                   | الشابة يو إيون جاي                           | كي بي إس 2   |
| 2007        | New Heart                                                | يون اه (ظهور خاص)                            | إم بي سي     |
| 2008        | إلجيمي                                                   | الشابة بيون إيون تشاي                        | إس بي إس     |
| 2008        | Formidable Rivals                                        | ويل ككوت نيم                                 | كي بي إس 2   |
| 2008        | Painter of the Wind                                      | الشابة شين يون بوك                           | إس بي إس     |
| 2009        | Cain and Abel                                            | الشابة كيم سيو يون                           | إس بي إس     |
| 2009        | الملكة سيونديوك                                          | الأميرة تشون ميونغ البالغة من العمر 10 سنوات | إم بي سي     |
| 2009        | Tamra, the Island                                        | جانغ بيو سول                                 | إس بي إس     |
| 2009        | إغراء ملاك                                               | الشابة جو آه ران                             | إس بي إس     |
| 2010        | دونغ يي                                                  | الشابة دونغ يي                               | إم بي سي     |
| 2010        | Road No. 1                                               | الشابة كيم سو يون                            | إم بي سي     |
| 2010        | Grudge: The Revolt of Gumiho                             | يون يي                                       | كي بي إس 2   |
| 2010        | Flames of Desire (نيران الرغبة)                          | الشابة يون نا يونغ / الشابة بايك سو بن       | إم بي سي     |
| 2010        | Pure Pumpkin Flower                                      | الشابة بارك سون جونغ                         | إس بي إس     |
| 2011        | Mom, I'm Sorry (أمي أنا أسفة)                            | جا يونغ                                      | EBS          |
| 2011        | Gyebaek (كيباك)                                          | جا هي                                        | إم بي سي     |
| 2012        | Moon Embracing the Sun (القمر الذي يحتضن الشمس)          | الشابة هيو يون وو                            | إم بي سي     |
| 2012        | May Queen (ملكة مايو)                                    | الشابة تشون هاي جو                           | إم بي سي     |
| 2013        | Golden Rainbow (قوس قزح الذهبي)                          | الشابة كيم بايك وون                          | إم بي سي     |
| 2014        | دراما خاصة "The Dirge Singer" (مغنية الترنيمة الجنائزية) | يون شيم                                      | كي بي إس 2   |
| 2014        | Secret Door (الباب السري)                                | يونغ سيو جي دام (الحلقات 1-13)               | إس بي إس     |
| 2015        | Angry Mom (الام الغاضبة)                                 | آه يا ران                                    | إم بي سي     |
| 2016        | Love in the Moonlight (حب تحت ضوء القمر)                 | هونغ را أون / هونغ سام نوم                   | كي بي إس 2   |
| 2018~2019   | Clean With Passion For Now (نظف بشغف الان)               | جيل أوه اسول                                 | جاي تي بي سي |
| 2020        | Convenience Store Saet Byul (متجر التسوق سايت بيول)      | جونغ سايت بيول.                              | إس بي إس     |
| 2021        | عشاق السماء الحمراء                                      | هونغ تشون غي                                 | إس بي إس     |
| 2023        | شيطاني                                                   | دو هي                                        | إس بي إس     |

### مسلسلات ويب
| عام  | عنوان          | الدور      | ملاحظة          | Ref.   |
| ---- | -------------- | ---------- | --------------- | ------ |
| 2014 | خلايا الحب     | ني بي      |                 | [ 47 ] |
| 2015 | خلايا الحب 2   | ني بي      |                 | [ 47 ] |
| 2021 | يوم واحد عادي  |            | ظهور خاص (ح. 8) | [ 48 ] |
| 2024 | Chicken Nugget | تشوي مين-أ | ظهور خاصة       | [ 49 ] |

### البرامج المنوعة

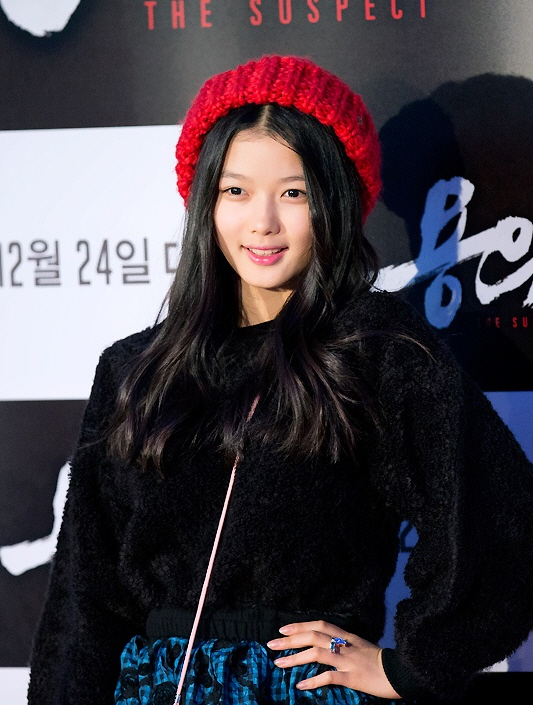
In December 2014

| السنة     | اسم البرنامج                                                 | قناة العرض | ملاحظات                                |
| --------- | ------------------------------------------------------------ | ---------- | -------------------------------------- |
| 2010      | Taxi                                                         | TvN        | Guest                                  |
| 2011      | Our Greatest Gift                                            | MBC        | TV documentary; Narrator               |
| 2011      | 26th Children's Green Song Contest                           | KBS1       | Narrator                               |
| 2011      | I Would Really Like to Be on Television                      | Channel 1  | Children's audition show; Judge        |
| 2011      | Just Like That Show                                          | Tooniverse | Children's variety show; Host          |
| 2012      | New Life for Children                                        | MBC        | Narrator                               |
| 2012      | Environment Special                                          | KBS1       | Narrator, episode 503                  |
| 2012      | Strong Heart                                                 | SBS        | Guest, episode 149 & 150               |
| 2012      | MYDOL                                                        | MNET       | Guest, episode 1                       |
| 2013      | Running Man                                                  | SBS        | Guest, episode 170 with T.O.P (singer) |
| 2013      | Infinite Challenge                                           | MBC        | Guest, episode 326                     |
| 2014      | Seven Tasters                                                | MBC        | Travel-reality show; Cast member       |
| 2014      | Radio Star                                                   | MBC        | Guest, episodes 380-381                |
| 2014      | Happy Together Season 3                                      | KBS2       | Guest, episode 375                     |
| 2014–2016 | Inkigayo                                                     | SBS        | Music show; Host                       |
| 2016      | Love Principal                                               | JTBC       | with Seo Shin Ae                       |
| 2016      | يومان وليلة                                                  | KBS2       | Guest, Ep 618-619-620                  |
| 2018      | الاخوة المدركون                                              | JTBC       | الحلقة 155                             |
| 2019      | احتفال الذكرى السنوية المئة لحركة الاستقلال في الأول من مارس | KBS2       | مقدمة الحفل مع جينيونغ                 |
| 2019      | عندما يأتي ذلك اليوم                                         | KBS1       | الراوية                                |
| 2020      | الرجل الجاري                                                 | SBS        | الحلقة 507                             |
| 2020      | حفل جوائز SBS دراما 2020                                     | SBS        | مضيفة مع شين دونغ يوب                  |
| 2022      | الشباب إم تي                                                 | تيفينج     | طاقم العمل                             |

### البرامج الواقعية
| السنة | اسم البرنامج                                                        | قناة العرض | ملاحظات                           |
| ----- | ------------------------------------------------------------------- | ---------- | --------------------------------- |
| 2013  | I'm Real Kim Yoo-jung in L.A.                                       | QTV        | تم تصويره في لوس انجلوس في أمريكا |
| 2019  | Kim Yoo Jung's half holiday in Italy نصف عطلة كيم يوجونغ في أيطاليا | lifetime   | تم تصويره في إيطاليا              |

### الظهور في الفيديوهات الموسيقية
| السنة | اسم الاغنية       | اسم الفنان      |
| ----- | ----------------- | --------------- |
| 2004  | "White Christmas" | Various Artists |
| 2011  | "VVIP"            | Seungri         |
| 2012  | "Return"          | Lee Seung-gi    |
| 2012  | "Going to You"    | Take Hyun       |
| 2013  | "Gone"            | JIN             |
| 2013  | "Srrr"            | SunBee          |
| 2015  | "7E77 ME B43Y"    | Lim Seulong     |
| 2019  | "Begin Again"     | كيم جاي هوان    |

## المسرح
| السنة | اسم المسرحية     | الدور               |
| ----- | ---------------- | ------------------- |
| 2008  | Chorus of Angels | Lee Ha-neul         |
| 2017  | The Crucible     | A Girl / Ann Putman |

## الموسيقى
| السنة | اسم الاغنية       | الفنان                                | ملاحظات          |
| ----- | ----------------- | ------------------------------------- | ---------------- |
| 2013  | "White Love"      | B1A4 feat. Kim Yoo-jung               | Immortal Song 2  |
| 2014  | "Talk About Love" | Wisdom for Future Foundation campaign |                  |
| 2014  | "I Love So Much"  | Love Cells OST                        |                  |
| 2014  | "We're Happy"     | Digital single                        |                  |
| 2014  | "Happen Ending"   | Epik High feat. Kim Yoo-jung          | SBS Gayo Daejeon |
| 2014  | "Mr.Chu"          | SBS Inkigayo                          |                  |
| 2015  | "Sharing Joint"   | 6th Korean Sharing Festival           |                  |

## الموضة
| السنة | العنوان                                           | المدينة |
| ----- | ------------------------------------------------- | ------- |
| 2004  | Charity Fashion Show for Underprivileged Children | Seoul   |
| 2012  | Miss Gee Collection – Fall/Winter                 | Seoul   |
| 2012  | Salon De Chocolat                                 | Paris   |
| 2013  | Salon De Chocolat                                 | Seoul   |

## السفراء

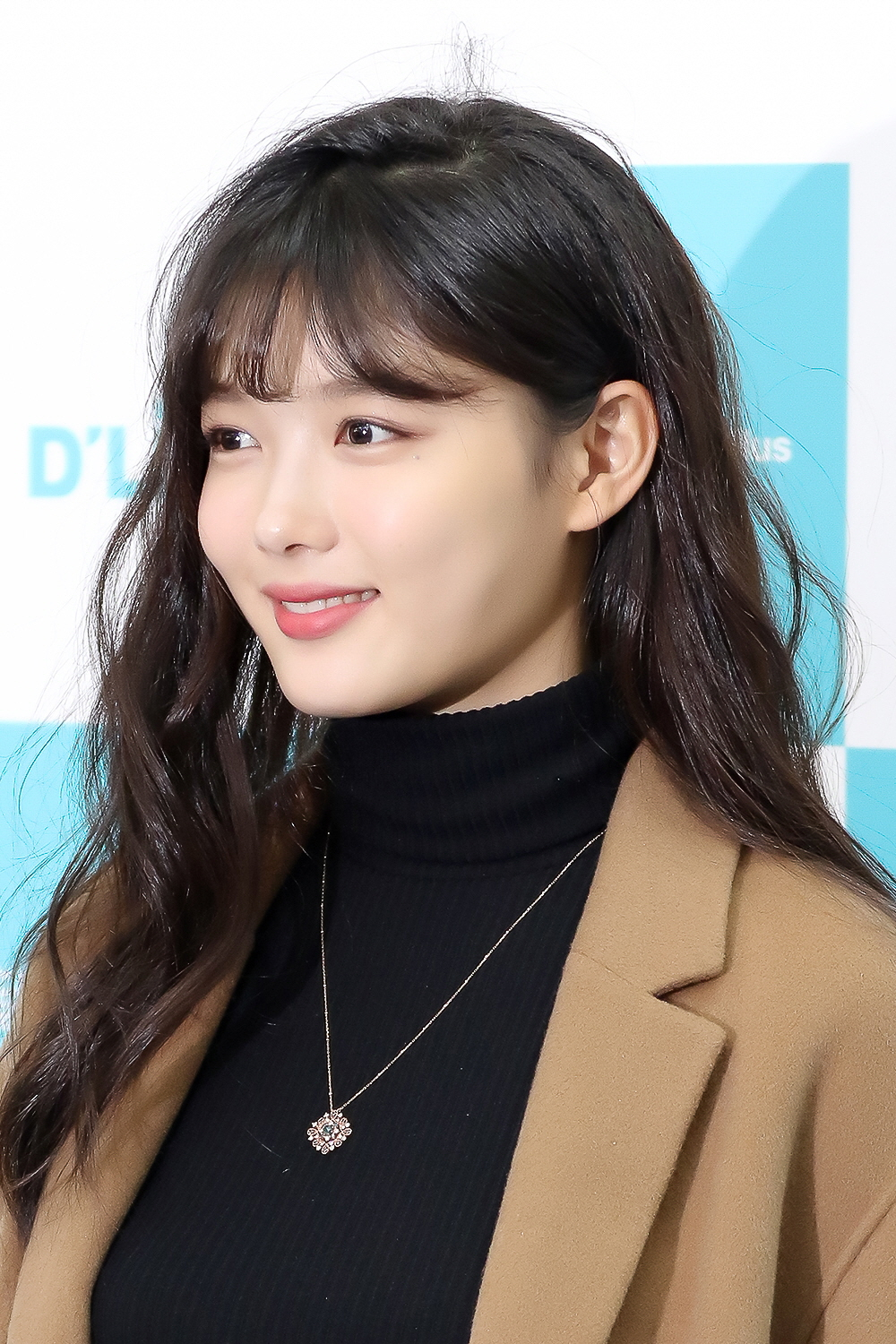
In November 2016

| السنة | العنوان                                                     | ملاحظات                                  |
| ----- | ----------------------------------------------------------- | ---------------------------------------- |
| 2004  | سفيرة الجمعية الكورية الوالدين لتبني الاطفال                |                                          |
| 2010  | سفيرة تشيونغ وا داي جريدة الأطفال                           |                                          |
| 2010  | إدارة غذاء ودواء (KFDA) الطفل                               |                                          |
| 2012  | سفيرة الشباب الكوري                                         | with Lee Min-ho                          |
| 2012  | سفيرة كيونغ كي ضد إساءة معاملة الأطفال                      |                                          |
| 2013  | الثامن والخمسون تمثال يوم الشجرة الوطنية الكبيرة، وسام الحب | جائزة رئيسة كوريا الجنوبية Park Geun-hye |
| 2014  | سفيرة مؤسسة مساعدة أفريقيا                                  |                                          |
| 2014  | سفيرة السياحة في سيئول                                      | with Jang Hyuk                           |
| 2014  | سفيرة المؤتمر التاسع للمتطوعين الكوريين                     |                                          |
| 2015  | مهرجان مشاركة كوريا السادس                                  | with Oh Ji-ho                            |
| 2016  | الحملة العالمية هوكسي                                       |                                          |

## لقاء المعجبين
| التاريخ        | الدولة   | المدينة        | عنوان اللقاء            | مكان اللقاء          | المصادر |
| -------------- | -------- | -------------- | ----------------------- | -------------------- | ------- |
| 4 فبراير 2017  | تايوان   | تايوان         | First Memory            | ATT Show Box         | [ 59 ]  |
| 20 مايو 2017   | سنغافورا | سنغافورة       | First Memory            | Shine Auditorium     | [ 60 ]  |
| 23 سبتمبر 2017 | كوريا    | كوريا الجنوبية | you-r-love              | Sangmyung Art Center | [ 61 ]  |
| 2 فبراير 2018  | اليابان  | اليابان        | 1st Fanmeeting in Tokyo | Yamano Hall          | [ 62 ]  |

## الجوائز والترشيحات
| السنة | الجائزة                              | الفئة                                                   | العمل المرشح                      | النتيجة | المصادر. |
| ----- | ------------------------------------ | ------------------------------------------------------- | --------------------------------- | ------- | -------- |
| 2006  | 43rd Grand Bell Awards               | Best New Actress                                        | All for Love                      | رُشِّح     |          |
| 2008  | 16th SBS Drama Awards                | Best Young Actress                                      | Iljimae, Painter of the Wind      | فوز     |          |
| 2010  | 29th MBC Drama Awards                | Best Young Actress                                      | Dong Yi, Flames of Desire         | فوز     |          |
| 2010  | 24th KBS Drama Awards                | Best Young Actress                                      | Grudge: The Revolt of Gumiho      | فوز     |          |
| 2012  | 48th Baeksang Arts Awards            | Best New Actress (TV)                                   | Moon Embracing the Sun            | رُشِّح     |          |
| 2012  | 6th Mnet 20's Choice Awards          | 20's Upcoming 20's                                      | Moon Embracing the Sun            | رُشِّح     |          |
| 2012  | 4th Pierson Movie Festival           | Best Child Actress                                      | Moon Embracing the Sun            | فوز     |          |
| 2012  | 5th Korea Drama Awards               | Best Young Actress                                      | Moon Embracing the Sun            | رُشِّح     |          |
| 2012  | 1st K-Drama Star Awards              | Best Young Actress                                      | Moon Embracing the Sun            | فوز     |          |
| 2012  | 31st MBC Drama Awards                | Best Young Actress                                      | Moon Embracing the Sun, May Queen | فوز     |          |
| 2012  | 31st MBC Drama Awards                | Popularity Award                                        | Moon Embracing the Sun            | رُشِّح     |          |
| 2012  | 31st MBC Drama Awards                | Best Couple Award (with Yeo Jin-goo)                    | Moon Embracing the Sun            | رُشِّح     |          |
| 2012  | 5th Herald Donga TV Lifestyle Awards | Style Icon Rookie                                       | —                                 | فوز     |          |
| 2014  | 22nd SBS Drama Awards                | New Star Award                                          | Secret Door                       | فوز     |          |
| 2014  | 6th Pierson Movie Festival           | Trend Choice Best Actress                               | —                                 | فوز     |          |
| 2014  | 28th KBS Drama Awards                | Popular Actress in a One-Act/Special Drama              | Drama Special: The Crying Women   | رُشِّح     |          |
| 2014  | 35th Blue Dragon Film Awards         | Best New Actress                                        | Thread of Lies                    | رُشِّح     |          |
| 2015  | 34th MBC Drama Awards                | Top 10 Stars Award                                      | Angry Mom                         | فوز     |          |
| 2016  | 8th Style Icon Asia                  | Awesome Teen Award                                      | —                                 | فوز     |          |
| 2016  | 28th Korean PD Awards                | Inkigayo MC Award                                       | Inkigayo                          | فوز     |          |
| 2016  | 5th APAN Star Awards                 | Best New Actress                                        | Love in the Moonlight             | فوز     | [ 63 ]   |
| 2016  | Asia Artist Awards                   | Most Popular Actress                                    | Love in the Moonlight             | رُشِّح     | [ 64 ]   |
| 2016  | Asia Artist Awards                   | Best Icon Award, Drama                                  | Love in the Moonlight             | فوز     | [ 65 ]   |
| 2016  | Yahoo! Asia Buzz Awards              | Top Buzz Star: Female                                   | —                                 | فوز     | [ 66 ]   |
| 2016  | 30th KBS Drama Awards                | Top Excellence Award, Actress                           | Love in the Moonlight             | رُشِّح     | [ 67 ]   |
| 2016  | 30th KBS Drama Awards                | Excellence Award, Actress in a Mid-length Drama         | Love in the Moonlight             | فوز     | [ 67 ]   |
| 2016  | 30th KBS Drama Awards                | Netizen Award, Actress                                  | Love in the Moonlight             | رُشِّح     | [ 67 ]   |
| 2016  | 30th KBS Drama Awards                | Best Couple (with Park Bo-gum)                          | Love in the Moonlight             | فوز     | [ 67 ]   |
| 2017  | 53rd Baeksang Arts Awards            | Most Popular Actress, Television                        | Love in the Moonlight             | فوز     | [ 68 ]   |
| 2017  | 3rd Fashionista Awards               | Best Fashionista – Red Carpet Category                  | —                                 | رُشِّح     | [ 69 ]   |
| 2021  | 30th SBS Drama Awards                | جائزة التميز لافضل ممثلة في دراما خيالية/رومانسية قصيرة | عاملة الشارع الخلفي               | فوز     | [ 70 ]   |
| 2021  | 30th SBS Drama Awards                | أفضل ثنائي                                              | عاملة الشارع الخلفي               | رُشِّح     | [ 71 ]   |

## روابط خارجية
- كيم يو جونغ على إنستغرام
- Kim Yoo-jung على سينا ويبو.
- كيم يو جونغ على موقع IMDb (الإنجليزية)
- كيم يو جونغ على موقع روتن توميتوز (الإنجليزية)
- كيم يو جونغ على موقع ألو سيني (الفرنسية)
- كيم يو جونغ على موقع ميوزك برينز (الإنجليزية)
- كيم يو جونغ على موقع أول موفي (الإنجليزية)
- كيم يو جونغ على موقع قاعدة بيانات الفيلم (الإنجليزية)
- كيم يو جونغ على موقع ليتربوكسد (الإنجليزية)
- كيم يو جونغ على موقع كينوبويسك (الروسية)
- Official Korean Fansite